# DUO東京
DUO東京株式会社（デュウオとうきょう）とは、かつて東京都港区に本社を置き、フォルクスワーゲンの正規ディーラーを運営する企業であった。トヨタアドミニスタ（現トヨタモビリティ東京）グループの一員。

## 概要
東京都内で輸入車のフォルクスワーゲンを取り扱う。DUO東京設立後、東京トヨタ自動車、東京トヨペット、トヨタ東京カローラ、トヨタ西東京カローラ、ネッツトヨタ東京が運営していたDUO事業を引き継ぎ2007年5月より営業を開始した。なお、東京トヨタ自動車が運営していたDUO三田、東京トヨペットが運営していたDUO飛鳥山、DUO桜新町の3店舗は、DUO東京に引き継がれる前に閉鎖されたため9店舗での営業開始となった。
2010年12月、トヨタ自動車のフォルクスワーゲンディストリビュータ契約が2010年末で終了となることに伴い、同月1日よりフォルクスワーゲングループジャパンとの直接契約に移行、店舗名称をDUOからVolkswagenへ変更した。なお、会社名（DUO東京株式会社）ならびにトヨタアドミニスタとの資本関係に一切変更はない。
トヨタ自動車連結決算対象会社としては、最後のVolkswagen販売店となったDUO東京だが、2016年12月末で営業を終了したことにより、トヨタ自動車100%出資のVolkswagen販売店は国内から姿を消すことになった。

## 沿革
- 2006年11月 設立。
- 2007年 5月 営業開始。
- 2009年 2月 フォルクスワーゲン認定中古車(GUC)の取り扱い開始に伴い、中古車センターの名称をDUO東京田無GUCセンターに改称。
- 2010年12月 フォルクスワーゲングループジャパンとの直接契約に伴い、店舗名称をDUO○○からVolkswagen○○に変更。
- 2012年 2月 フォルクスワーゲン認定中古車のＣＩ変更に伴い、Volkswagen東京田無GUCセンターをVolkswagen東京田無認定中古車センターに改称。
- 2013年12月 Volkswagen東京杉並ならびにVolkswagen多摩ニュータウンを閉鎖。
- 2014年 1月 Volkswagen西東京を新設。Volkswagen東京田無認定中古車センターを、Volkswagen西東京中古車コーナーに統合。
- 2014年11月 Volkswagen東京練馬を閉鎖。
- 2016年12月 Volkswagen事業終了。各店舗は他企業へ運営を移管。
- 2017年3月1日 トヨタアドミニスタに合併され解散。

## 取扱車種
- アップ/up!
- ポロ/POLO
- フォルクスワーゲン・ザ・ビートル/THE BEETLE
- ゴルフ/GOLF
- ゴルフ・ヴァリアント/GOLF VARIANT
- ゴルフトゥーラン/GOLF TOURAN
- パサート/PASSAT
- パサートヴァリアント/PASSAT VARIANT
- フォルクスワーゲンCC/Volkswagen CC
- ティグアン/TIGUAN
- トゥアレグ/TOUAREG
- シャラン/SHARAN

■2015年6月現在

## 店舗情報
- Volkswagen東京深川(認定中古車コーナー併設)　:　東京都江東区千石二丁目12番24号

ヤナセヴィークルワールドへ移管　現Volkswagen江東　:　東京都江東区大島一丁目8番10号
- Volkswagen東京世田谷　:　東京都世田谷区若林二丁目35番11号

ヤナセヴィークルワールドへ移管　東京都世田谷区上馬二丁目37番3号
- Volkswagen東京三鷹　　:　東京都三鷹市野崎四丁目7番10号

株式会社ティーシーエス（ネッツトヨタ多摩）へ移管　現Volkswagen三鷹　:　東京都三鷹市野崎一丁目15番10号
- Volkswagen西東京(認定中古車コーナー併設)　:　東京都西東京市芝久保町五丁目5番36号

株式会社ファーレン越谷（現 KWS株式会社、加藤石油）へ移管　東京都西東京市東伏見六丁目5番10号